# 行政改革
行政改革（ぎょうせいかいかく）は、国や地方公共団体の行政組織及び運営を改革することである。略称は行革。行政組織の改革やその過程を行政機構改革、行政組織の在り方のみならず、財政改革を含めた場合を総合改革ないしは行財政改革と呼ぶことがある。また、行財政改革よりも広義で効率性・効果性・健全性を重視した行政組織・財政に関する改革を行政経営改革と呼ぶことがある。
多くは行政組織の効率化と経費削減を目的とし、公務員の配置転換や免職を伴う。本項では日本について解説する。

## 日本

### 歴史
近代日本の行政改革の歴史は、それこそ明治維新とともに始まったと言える。明治天皇は1879年に節倹の聖旨出して過度な財政支出を戒め、内閣制度発足時にも伊藤博文が作成した「官紀五章」にも「繁文を省くこと、冗費を節すること」が掲げられている。更に1893年には帝国議会に艦船の新造を認めてもらうために官吏の給与一部返上と行政整理を約束した和衷協同の詔が出されている。日露戦争後の社会構造の変化や財政難が問題視されるようになると、歴代内閣は次から次に行政の効率化と経費削減のための方針を掲げ、前者の一部は実現される（農商務省の分割や厚生省の新設など）が、後者に関しては官僚たちの強い抵抗があってほとんど実現できなかった。
太平洋戦争の戦時体制下においては、戦局にすばやく対応するために内閣総理大臣への権限強化や国家戦略を担う総合国策機関の設立などが構想され、そのための法制も一部で整備された。
地方行政においては1943年に都道府県の上位機関として地方行政協議会（1945年から地方総監府）が設立されて権限を集約、広域行政化が進められた が、いずれも大きな成果が得られぬまま終戦を迎えた。
戦後も経済復興と財政難への対応から行政組織の再編や行政手続の見直しなどが行われたが、大きく整理の検討が本格化するのは高度経済成長期に入ってからである。
- 1961年11月9日 第一次臨時行政調査会（第1次臨調）設置。会長佐藤喜一郎。1964年9月解散。
- 1981年3月16日 第二次臨時行政調査会（第2次臨調）設置。会長土光敏夫。1983年3月解散。

### 中曽根行革
- 1983年7月1日 第1次臨時行政改革推進審議会（第1次行革審）設置。会長土光敏夫。1986年6月解散。
- 1987年4月 第2次臨時行政改革推進審議会（第2次行革審）設置。会長大槻文平。1990年4月解散。

#### 中曽根行革以降
- 1990年7月 第3次臨時行政改革推進審議会（第3次行革審）設置。会長鈴木永二。1993年10月解散。
- 1994年12月 行政改革委員会設置。委員長飯田庸太郎。1997年12月解散。

### 橋本行革
別名『火だるま行革』と言われた。
- 1996年 橋本龍太郎首相により行政改革会議が、設置される。
- 1997年（平成9年）全閣僚による「公共工事コスト縮減対策関係閣僚会議」（以下、関係閣僚会議）が設置される。
- 1997年（平成9年）「公共工事のコスト縮減対策に関する行動指針」が、関係閣僚会議で策定される。対象期間は平成9年度から11年度末まで。
- 1998年（平成10年）1月行政改革推進本部の下に規制緩和委員会を設置[4]。
- 1998年（平成10年）6月中央省庁等改革基本法が、成立する。

#### 橋本行革以降
- 1999年（平成11年）3月「行政コスト削減に関する取組方針」が、閣議決定される。目標は10年間で行政コストを3割削減。
- 1999年（平成11年）4月規制緩和委員会を規制改革委員会へと名称変更[4]。
- 2000年（平成12年）「行政改革大綱」が、閣議決定される[5]。
- 2000年（平成12年）「公共工事コスト縮減対策に関する新行動指針」が、関係閣僚会議で策定される。対象期間は平成12年度から20年度末まで。
- 2001年（平成13年）「資金運用部資金法等の一部を改正する法律（平成12年法律第99号）」により、郵貯・簡保・年金の財政投融資への預託義務が廃止。特殊法人などへの資金供給が断たれる。

### 中央省庁再編 - 小泉改革
- 2001年（平成13年）1月 中央省庁等改革基本法に基づき、中央省庁再編が行われ1府12省庁に移行される。
- 2001年（平成13年）3月 規制改革委員会の廃止[4]。
- 2001年（平成13年）4月 内閣府に総合規制改革会議を設置[4]。
- 2004年（平成16年）「今後の行政改革の方針」が、閣議決定される。「規制改革・民間開放推進会議」を設置。
- 2006年（平成18年）簡素で効率的な政府を実現するための行政改革の推進に関する法律（行政改革推進法）が成立する。6月23日、同法に基づき内閣に行政改革推進本部が設置される。

#### 安倍内閣 - 麻生内閣
- 2007年（平成19年）規制改革推進本部および規制改革会議を設置[6]。規制改革推進本部会合2回開催。
- 2008年（平成20年）規制改革推進本部会合2回開催。
- 2009年（平成21年）3月 第5回目の規制改革推進本部会合を開催。9月の政権交代、鳩山由紀夫内閣となり5回目の会合が最終回となった[7]。

### 民主党政権
民主党を中心とする政権では、行政改革は原則として「行政刷新」の語が使われていた。
- 2009年9月18日、内閣府本府へ行政刷新会議の設置を閣議決定。
- 2010年（平成22年）3月、規制改革推進本部の廃止と共に規制改革会議が終了し[8]、行政刷新会議下に規制・制度改革に関する分科会を設置。
- 2011年（平成23年）6月22日、行政改革推進本部が廃止され、業務は内閣官房行政改革推進室に引き継がれる。
- 2012年（平成24年）1月31日、内閣に総理を本部長とし、全閣僚が参加する行政改革実行本部を設置。また、本部の事務を担当する事務局を内閣官房に設置。

### 安倍政権
- 2012年12月26日、行政刷新会議及び行政改革実行本部の廃止を閣議決定[9]。
- 2013年（平成25年）1月29日、内閣に安倍晋三総理を本部長とし、全閣僚が参加する行政改革推進本部の設置が閣議決定され[10]、そのもとで「行政改革推進会議」の開催が決定される[11]。
- 2016年（平成28年）9月12日、内閣府に規制改革推進会議を設置した。

### 主な課題
- 特殊法人等改革
- 公務員制度改革
- 公益法人改革
- 総人件費改革
- 地方分権の推進
- 電子政府の実現
- 政策評価
- 行政の減量・効率化
- 規制改革の推進
- 民営化の推進

### 歴代の行政改革担当たる国務大臣
正式名称は「中央省庁の再編を中心とする行政改革を推進するため行政各部の所管する事務の調整」を担当する国務大臣となっている。略称として「行政改革担当大臣」「中央省庁改革等担当大臣」「中央省庁等改革担当大臣」などと呼ばれていた。
| 武藤嘉文 | 第2次橋本内閣 | 第2次橋本内閣     | 1996年11月7日 | 1997年9月11日 |
| 佐藤孝行 |               | 第2次橋本改造内閣 | 1997年9月11日 | 1997年9月22日 |
| 小里貞利 |               | 第2次橋本改造内閣 | 1997年9月22日 | 1998年7月29日 |
| 太田誠一 | 小渕内閣      | 小渕内閣          | 1998年7月29日 | 1999年1月14日 |
| 太田誠一 |               | 小渕第1次改造内閣 | 1999年1月14日 | 1999年10月5日 |
| 続訓弘   |               | 小渕第2次改造内閣 | 1999年10月5日 | 2000年4月5日  |
| 続訓弘   | 第1次森内閣   | 第1次森内閣       | 2000年4月5日  | 2000年7月4日  |
| 続訓弘   | 第2次森内閣   | 第2次森内閣       | 2000年7月4日  | 2000年12月5日 |

以上の大臣はいずれも総務庁長官を兼務。中央省庁再編後は行政改革担当大臣が行政改革の職務を務める。